# Tarialan (distrikt i Mongoliet, Chövsgöl)
Tarialan (ryska: Тарялан, mongoliska: Тариалан Сум, Тариалан) är ett distrikt i Mongoliet.   Det ligger i provinsen Chövsgöl, i den centrala delen av landet, 400 km nordväst om huvudstaden Ulan Bator.